# Weltmeisterschaft im Skibergsteigen 2010
Die Weltmeisterschaft im Skibergsteigen 2010 (katalanisch Campionats del Món d’Esquí de Muntanya 2010) fand vom 1. bis 6. März 2010 in Canillo, Andorra statt.
Der International Council for Ski Mountaineering Competitions (ICSM) entschied sich im Jahr 2006 in Faverges für eine Austragung im Skigebiet Grandvalira in den Pyrenäen. Unterstützt wurde der ICMS in der Durchführung und Organisation der Meisterschaft durch die Federació Andorrana de Muntanyisme (FAM).
Andorra war bereits Austragungsland der Europameisterschaft im Skibergsteigen 2005.

## Ergebnisse
- Ergebnisse der Weltmeisterschaft 2010